# کباب گراشی
کباب گراشی (یا کباب کنجه ماستی یا کباب خاص گراشی)، یکی از غذاهای محلی شهر گراش و لار و جنوب فارس و هرمزگان است که طبخ آن به بخشی از آیین‌های این منطقه تبدیل شده‌است.

## مواد مورد نیاز
گوشت خرد شده (قیمه‌شده)، ماست چکیده، پیاز خرد شده، نمک و فلفل سیاه

## دستور پخت
برای تهیهٔ این غذا ابتدا باید گوشت راسته را به قطعات کوچک مکعبی تقسیم کرد (حدود ۴ برابر یک حبه قند). سپس با پهن کردن گوشت روی پارچه نخی، اجازه می‌دهیم تا آبِ گوشت دفع شود و در واقع گوشت پلاسمولیز می‌شود. این کار کمک می‌کند تا گوشت در مرحلهٔ بعد به خوبی ماست را به خود جذب کند. در ادامه ماست چکیده، پیاز خرد شده و نمک و فلفل را مخلوط کرده و گوشت را در آن می‌ریزیم و با دست ورز می‌دهیم تا یکنواخت شود. پس از این مرحله باید اجازه دهیم کباب جا بیفتد این زمان در فصل‌های مختلف متفاوت است اما حداقل ۲۴ ساعت زمان در دمای یخچال برای عمل آمدن کباب کافی است. پس از آن می‌توان کباب را پخت. این کباب معمولاً به صورت سیخ شده روی ذغال پخته می‌شود.

## کباب در فرهنگ گراش

### حکایات و مَثَل‌ها
به صورت دقیق مشخص نیست که این سبک پختن گوشت از چه زمانی وارد فرهنگ آشپزی گراش شده‌است اما حکایت‌ها و آداب و رسوم کهنی که در این زمینه وجود دارد موید سابقهٔ طولانی آن است. برای مثال حکایت محلی «طُفیلی و مُفیلی» ماجرای ضیافت خانِ منطقه است که قرار است در آن با کباب گراشی از مهمان‌ها پذیرایی شود و داستان حول محور این قصه می‌گذرد.

### عروسی

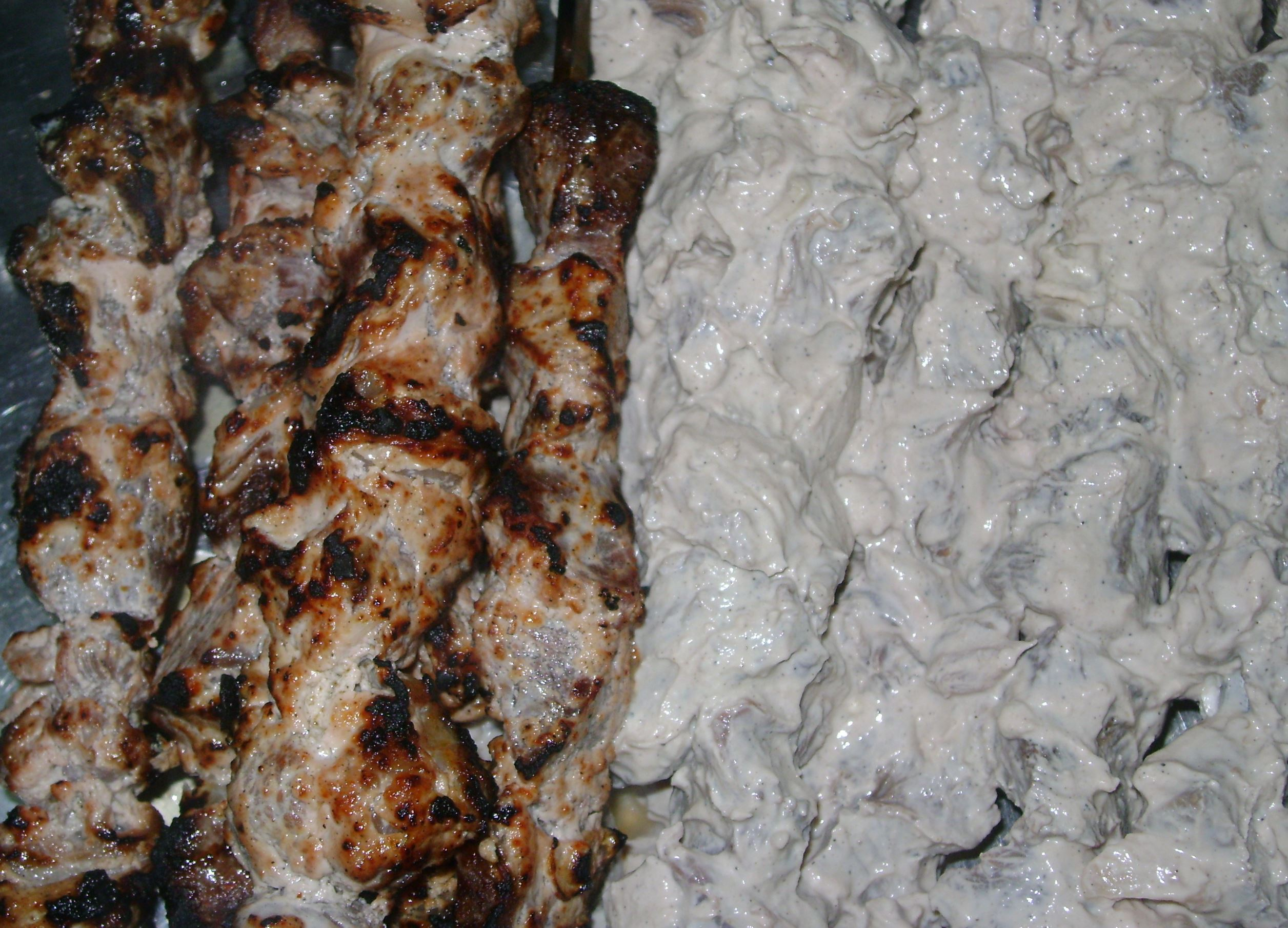
سمت چپ: کباب ماستی پخته - سمت راست: کباب ماستی خام

این غذا بخشی از مراسم عروسی تاریخی گراش را به خود اختصاص می‌داده‌است و به عنوان غذای اصلی حداقل یک شب از عروسی استفاده می‌شود. این در حالی است که پخت کباب گراشی در عروسی آیین‌هایی را شامل می‌شود. برای مثال در یکی از آیین‌های عروسیِ محلیِ این منطقه به نام «اِشکالی eškāli»، شکارچیان برای تهیه گوشت مورد نیاز برای کباب عروسی به صحرا می‌رفته‌اند و آهو شکار می‌کرده‌اند. این مراسم امروزه به شکل دیگری و با نام «گِشت پَرَ کِردَه gešt para kerda» انجام می‌شود که در آن اعضای خانوادهٔ داماد گوشت مورد نیاز جشن عروسی را با آداب خاصی تهیه و آماده می‌کنند.

### باورها

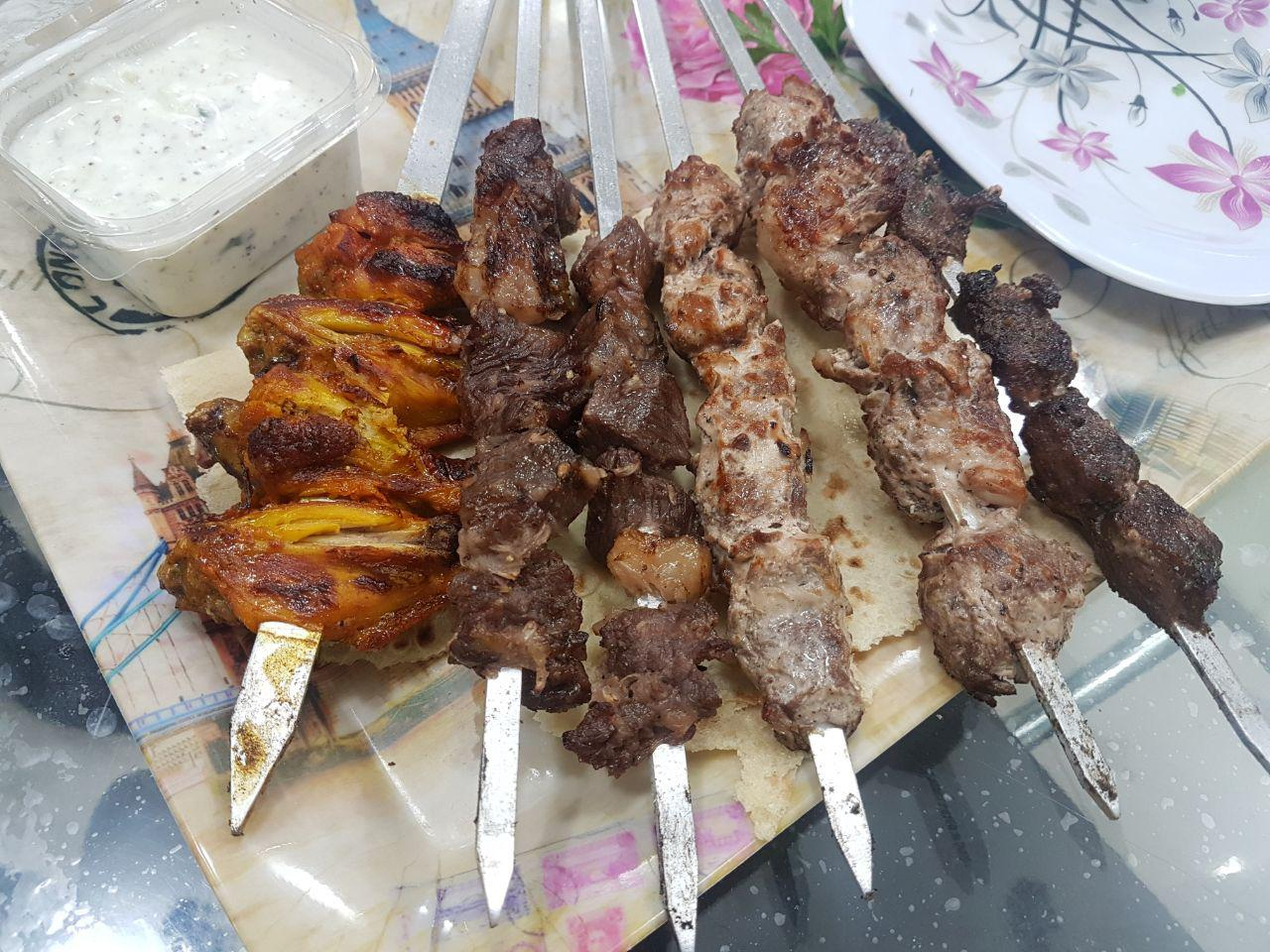
انواع کباب گراشی (ماستی، بره، کف‌دنده و…)

کباب گراشی در منطقهٔ جنوب به عنوان یک غذای اصلی در جشن‌ها استفاده می‌شود و به همین جهت است که هیچ‌گاه در سوگ‌واری‌ها پخت نمی‌شود و یک منع عمومی در این رابطه بین مردم محلی وجود دارد.

## کبابی‌های گراشی
این غذای محلی امروزه به عنوان یکی از غذاهای اصلی رستوران‌های جنوب ایران رایج است و حتی کباب‌سراهایی وجود دارد که به صورت تخصصی انواع کباب‌های محلی جنوب را طبخ می‌کنند. برخی از این کبابی‌ها که به «اسپیشال کباب» یا «کبابی گراشی» یا «کبابی خاص» مشهورند، در شهرهای دبی، دوحه و مسقط نیز وجود دارند که بیش از ۴۰ سال از فعالیت آن‌ها می‌گذرد.

## انواع دیگر کباب گراشی

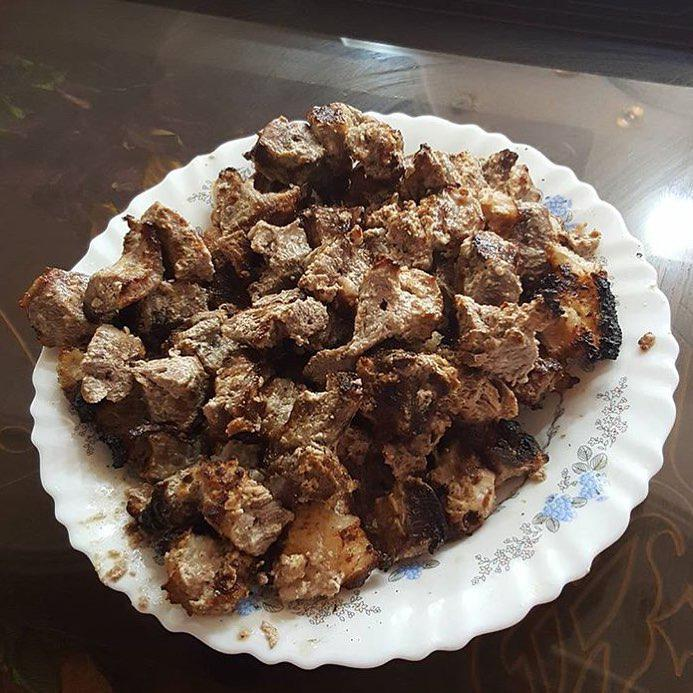
یک بشقاب کباب گراشی

انواع دیگری از کباب کنجه ماستی وجود دارد که عموماً تفاوت آن‌ها در مواد طعم‌دهنده است. برای مثال ادویههای استفاده شده در کباب بحرینی از سبزیجات خاصی تهیه می‌شود.
- کباب کف‌دنده
- کنجه ماستی مرغ
- بحرینی
- کباب کوهان

## اشتباه رایج
نام اصلی این کباب در فرهنگ محلی جنوب «کباب کنجه» است که شهرهای مرکزی و شمالی ایران نام «کباب چنجه» رایج است. این کباب با کباب چنجه در دستور پخت و طعم متفاوت است.